# Kostenga (Dialgaye)
Pour les articles homonymes, voir Kostenga.
Kostenga est une localité située dans le département de Dialgaye de la province du Kouritenga dans la région Centre-Est au Burkina Faso.

## Santé et éducation
Le village possède un centre permanent d'alphabétisation et de formation (CPAF).